# Estação Peania-Kantza
Peania-Kantza (em grego:  Παιανία-Κάντζα, Paianía-Kántza) é uma das estações terminais da Linha 3 do metro de Atenas.